# Lithodidae
Famille
Les Lithodidae sont une famille de crustacés décapodes proches des Bernard l'ermite mais ressemblant extérieurement à des crabes de la famille des Majidae. Ces espèces sont souvent appelés « crabes royaux » mais ce nom vernaculaire est aussi utilisé pour certaines espèces de Mithracidae.

## Description et caractéristiques
Les Lithodidae ou crabes royaux sont des crustacés de la même super-famille que les « Bernard l'hermite » ou Paguroidea, mais les crabes royaux n'ont pas besoin de protéger leur corps dans une coquille de mollusque. Ils sont appelés « crabes » bien que les crabes vrais appartiennent à l'infra-ordre des Brachyura. La famille comporte un peu plus de 100 espèces réparties en 15 genres.
La répartition de ces espèces est mondiale, mais un plus grand nombre d'entre elles vivent dans les mers froides. En raison de leur grande taille et du goût savoureux de leur chair, de nombreuses espèces sont consommées.
Les crabes royaux sont généralement considérés comme ayant des ancêtres communs avec les Bernard l'hermite, ce qui expliquerait l'asymétrie de l'abdomen que l'on trouve encore dans les formes adultes chez ces crustacés. En effet l'abdomen est torsadé comme s'il devait entrer dans une coquille de mollusque gastéropode. Bien que certains doutes subsistent sur cette théorie, les crabes royaux constituent de bons exemples de carcinisation, c'est-à-dire d'évolution morphologique vers une forme de crabe, qui est un exemple de convergence évolutive.

## Classification

### Sous-familleHapalogastrinae
Les 9 espèces de cette sous-famille vivent dans les eaux nord pacifiques à des profondeurs comprises entre 0 et 245 m ; elles se répartissent en 5 genres :
- Acantholithodes Holmes, 1895
- Dermaturus Brandt, 1850
- Hapalogaster Brandt, 1850
- Oedignathus Benedict, 1895
- Placetron Schalfeew, 1892

### Sous-familleLithodinae
La petite centaine d'espèces de ce groupe se répartissent en 10 genres. Elles vivent dans tous les océans, entre 0 et 3 200 m de profondeur :
- Cryptolithodes Brandt, 1848
- Glyptolithodes Faxon, 1895
- Lithodes Latreille, 1806 (18 espèces)
- Lopholithodes Brandt, 1848
- Neolithodes A. Milne-Edwards & Bouvier, 1894 (8 espèces)
- Paralithodes Brandt, 1848
- Paralomis White, 1856 (55 espèces)
- Phyllolithodes Brandt, 1848
- Rhinolithodes Brandt, 1848
- Sculptolithodes Makarov

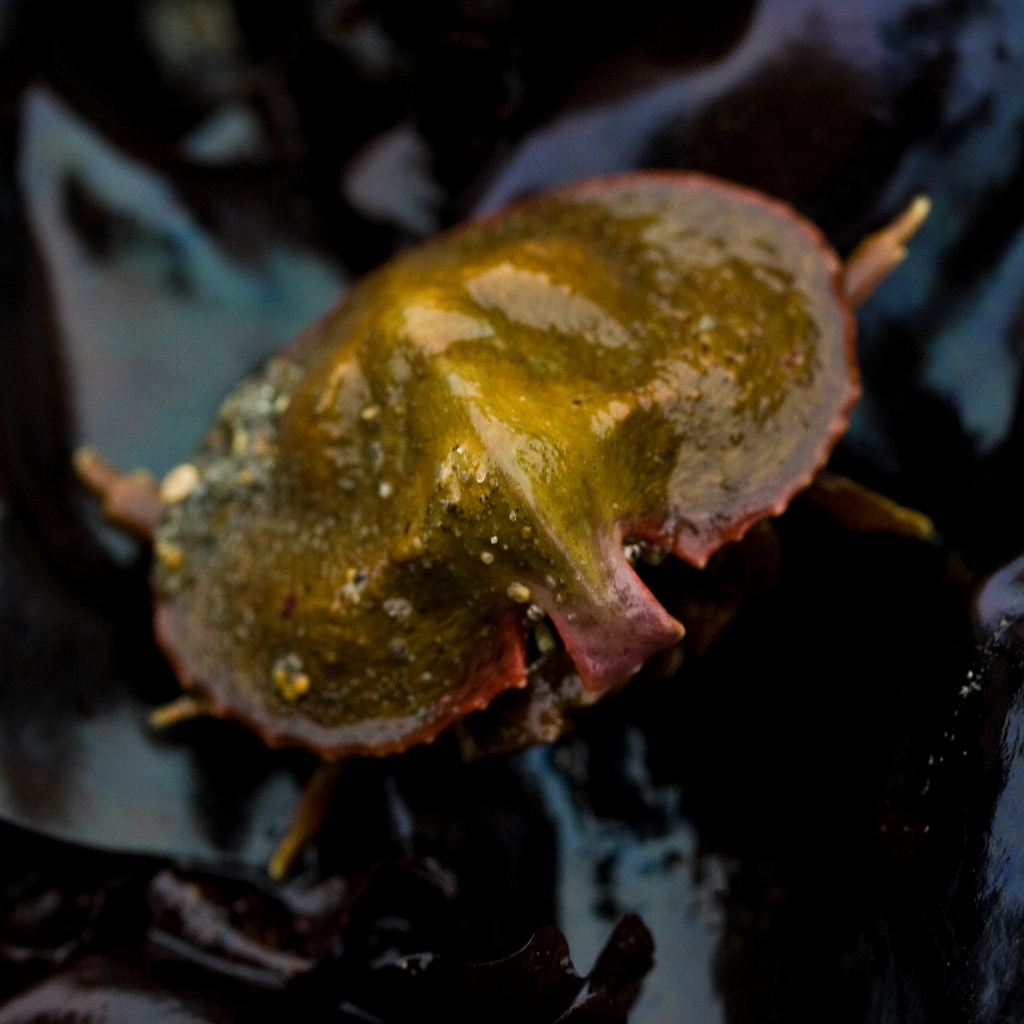
Cryptolithodes sitchensis
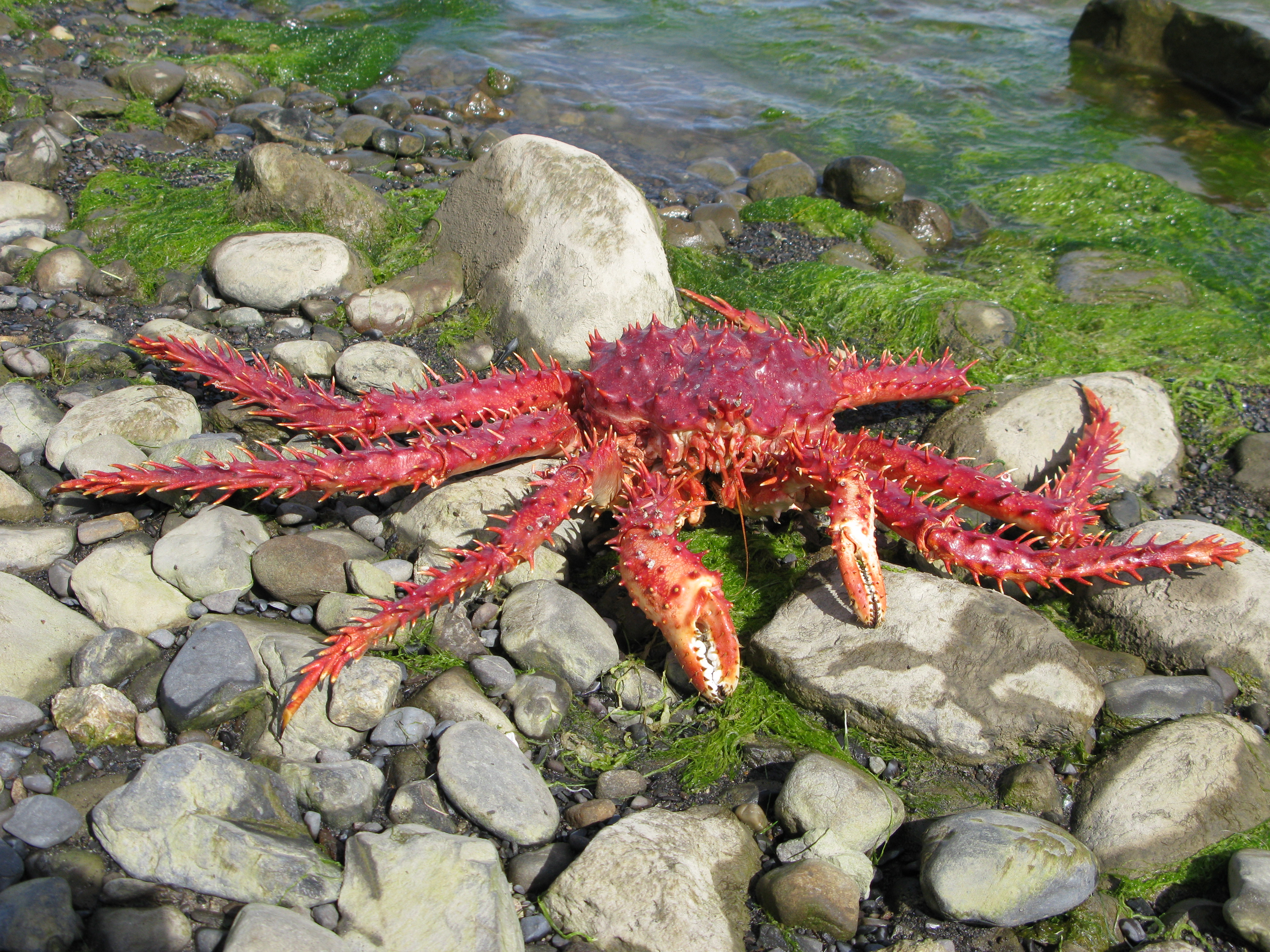
Lithodes santolla
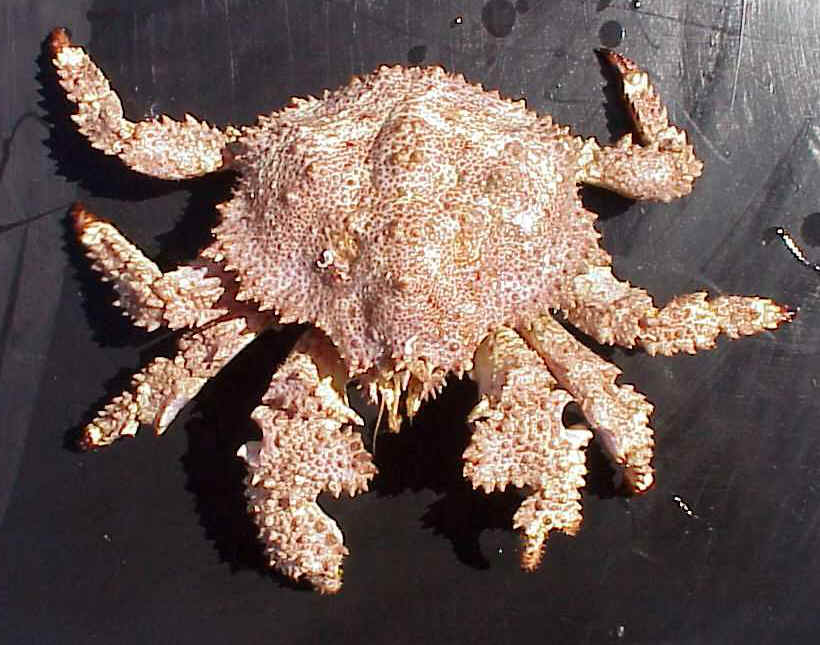
Lopholithodes foraminatus
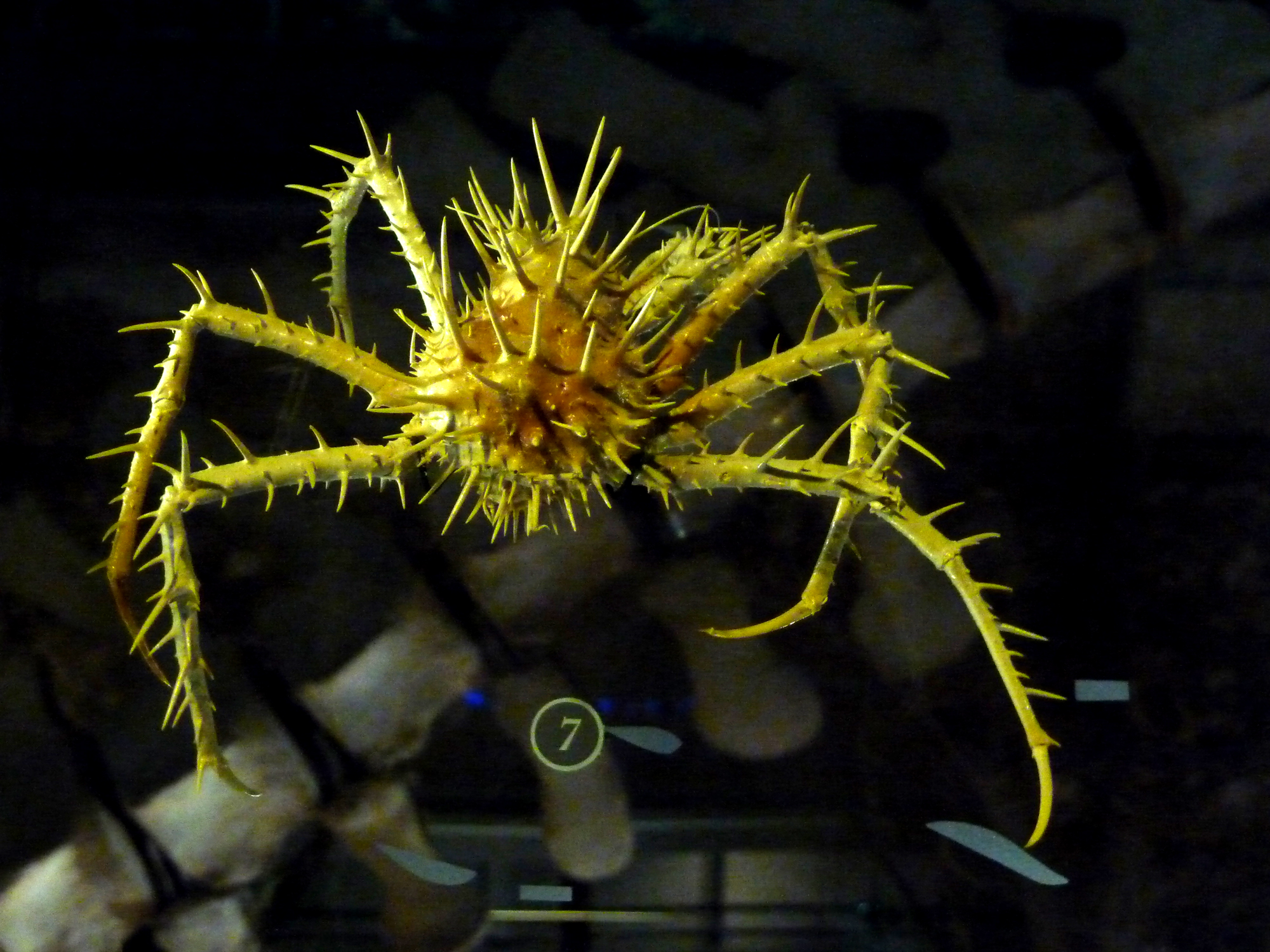
Lithodes grimaldi
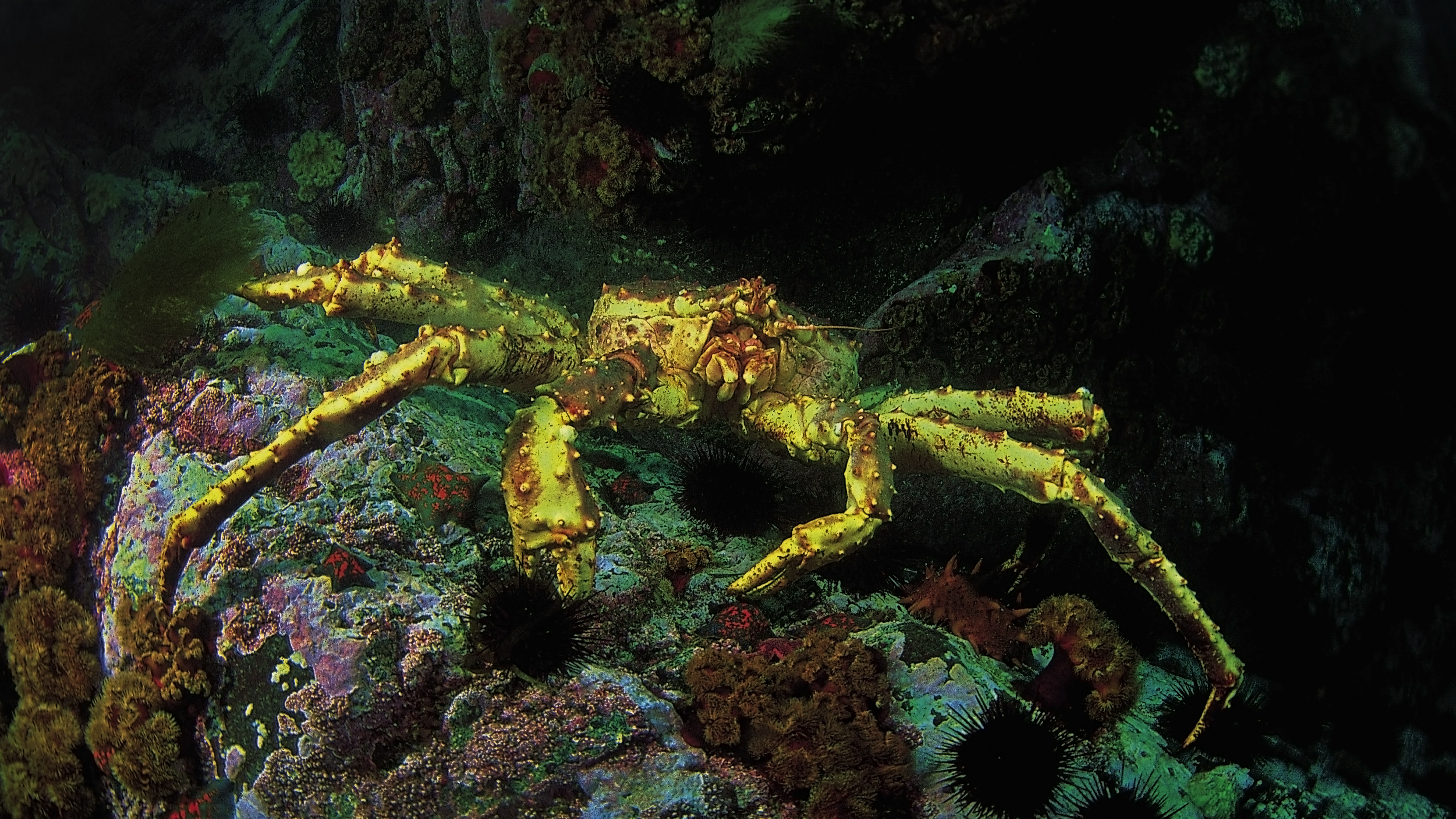
Paralithodes camtschaticus
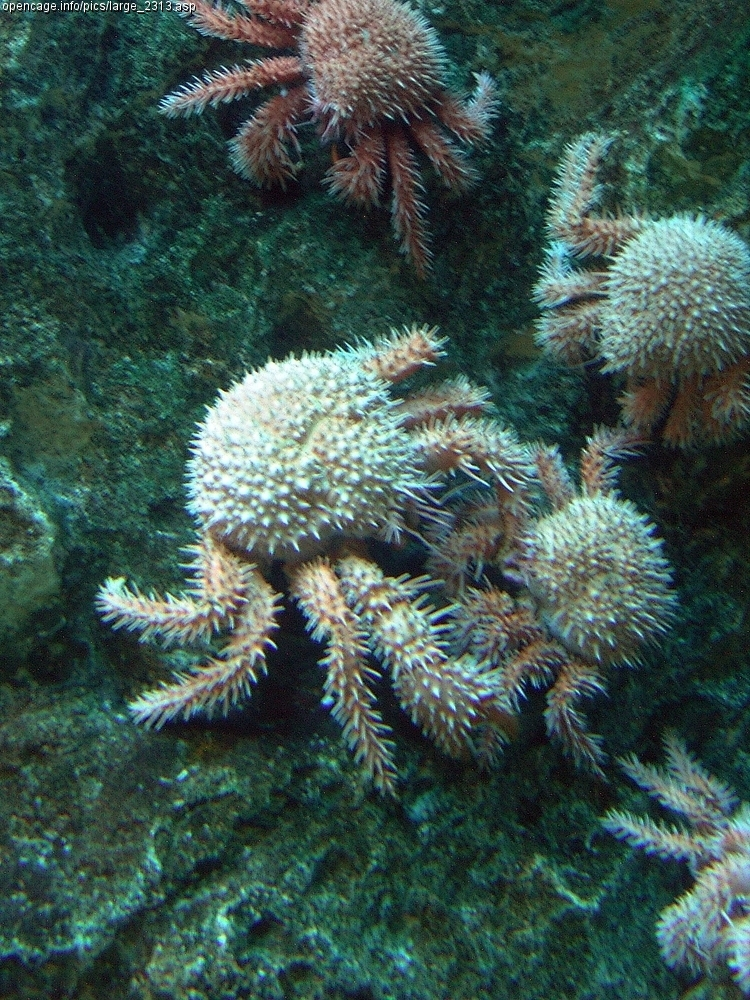
Paralomis histrix